# 뉴트리션
뉴트리션(Nutrition)은 2013년 8월 26일, 학생·학부모·교사가 함께 대한민국 교육에 대해 고민을 하고, 해결책을 제시하며 정확한 사실을 독자들에게 전달하기 위해 창간된 국내 몇 안 되는 교육전문지로 교육 산업 전반에 대해 다루고 있는 언론기관(言論機關)이다.
뉴트리션(Nutrition)은 익명성을 보장하여 홈페이지 내의 [[제보하기]] 기능을 이용하여 학생들을 대신하여 학교(강제방과후/학교체벌/강제야간자율학습) 등에 대해 교육청에 민원을 넣어주기도 한다.
한편, 뉴트리션(Nutrition)은 △ 2016년 7월 19일, '클린사이트 지정' △ 2016년 10월 25일, '콘텐츠제공서비스 품질인증' 을 획득했다.